# Thubœuf
Thubœuf – miejscowość i gmina we Francji, w regionie Kraj Loary, w departamencie Mayenne.
Według danych na rok 1990 gminę zamieszkiwało 230 osób, a gęstość zaludnienia wynosiła 17 osób/km² (wśród 1504 gmin Kraju Loary Thubœuf plasuje się na 1038. miejscu pod względem liczby ludności, natomiast pod względem powierzchni na miejscu 845.).